# Sten-Bertil Risberg
Sten-Bertil Risberg, född den 1 oktober 1932 i Härnösand, död den 20 september 2017 i Falun, var en svensk präst. Han var son till Bertil Risberg.
Risberg avlade filosofie kandidatexamen 1957 och teologie kandidatexamen vid Uppsala universitet 1960. Efter prästvigningen sistnämnda år var han kyrkoadjunkt i Bjursås 1962–1964 och i Malung 1964–1968, komminister i Malung 1968–1971, kyrkoherde i Grytnäs 1971–1991 och komminister i Folkärna 1991–1997. Risberg blev extra ordinarie hovpredikant 1981 och var dekan i Västeråsdekanatet av Svenska kyrkans fria synod 1986–1993.